# Russell Meiggs

Russell Meiggs (1902–1989), britischer Althistoriker, um 1950

Russell Meiggs (* 20. Oktober 1902 in London; † 24. Juni 1989)  war ein britischer Althistoriker.
Meiggs stammte aus sehr ärmlichen Verhältnissen und konnte nur dank der Hilfe eines Onkels die Christ’s-Hospital-Schule in Sussex besuchen, wo William Hamilton Fyfe sein prägender Lehrer wurde. Anschließend studierte er am Keble College in Oxford, wo H. M. D. Parker sein Tutor war. 1925 machte er seinen Abschluss und ging mit einem Stipendium an die British School at Rome. Anschließend lehrte er zwei Jahre als Lehrer an Christ’s Hospital. 1928 wurde er Tutor, 1930 Fellow am Keble College. Von 1939 bis zu seinem Ruhestand 1969 lehrte er Alte Geschichte als Tutor und Fellow am Balliol College in Oxford.

„Seine Exzentrik war legendär.“

„Meiggs tägliche Prozession vom Wohnhaus zum College und wieder zurück war etwas, was kein Tourist zu fotografieren versäumte.“

Seit 1961 war er Mitglied der British Academy und seit 1981 der American Philosophical Society.
1941 heiratete er die Historikerin Pauline Gregg (1909–2006), die er während des II. Weltkrieg bei seiner Tätigkeit im Ministry of Supply, wo er für die heimische Holzproduktion und -versorgung zuständig war, kennengelernt hatte. Resultat seiner Spezialkenntnisse war das  mehrfach neu aufgelegtes Buch über Trees and Timber in the Ancient Mediterranean World (1982). Auch die Bücher seiner Frau Pauline Gregg – A Social and Economic History of Britain (1760-1950) und die Biographien über Charles I. von England und Oliver Cromwell – wurden Standardwerke.
Meiggs wichtigstes und bekanntestes Buch beschäftigt sich mit dem antiken Ostia, seine nachgelassene Papiere befinden sich in der Baillol College Library.

## Veröffentlichungen (Auswahl)
- Roman Ostia. Clarendon Press, Oxford 1960 (2. Auflage ebenda 1973, ISBN 978-0-19-814810-4).
- mit Davis Lewis: A Selection of Greek Historical Inscriptions to the End of the Fifth Century B.C. Clarendon Press, Oxford 1969, ISBN 978-0-19-814266-9 (zahlreiche Neuauflagen nach der überarbeiteten Auflage von 1988, zuletzt: Clarendon Press, Oxford und Oxford University Press, New York 2004, ISBN 978-0-19-814487-8).
- The Athenian Empire. Clarendon Press, Oxford 1972.
- Trees and Timber in the Ancient Mediterranean World. Clarendon Press, Oxford 1982, ISBN 978-0-19-814840-1.